# Mummuciidae
Mummuciidae  (лат.) — семейство паукообразных из отряда фаланги (Solifugae).
Известно около 20 видов. Встречаются в Южной Америке.
- Cordobulgida Mello-Leitão, 1938 — 1 вид
  - Cordobulgida bruchi Mello Leitao, 1938 — Аргентина
- Gaucha Mello-Leitão, 1924 — 1 вид
  - Gaucha fasciata Mello Leitao, 1924 — Бразилия, Уругвай
- Gauchella Mello-Leitão, 1937 — 1 вид
  - Gauchella stoeckeli (Roewer, 1934) — Боливия
- Metacleobis Roewer, 1934 — 1 вид
  - Metacleobis fulvipes Roewer, 1934 — Бразилия
- Mummucia Simon, 1879 — 5 видов
  - Mummucia dubia Badcock, 1932 — Парагвай
  - Mummucia mauryi L.Rocha, in Xavier & L.Rocha 2001 — Бразилия
  - Mummucia mendoza Roewer, 1934 — Аргентина
  - Mummucia patagonica Roewer, 1934 — Аргентина, Чили
  - Mummucia variegata (Gervais, 1849) — Чили
- Mummucina Roewer, 1934 — 5 видов
- Mummuciona Roewer, 1934 — 1 вид
  - Mummuciona simoni Roewer, 1934 — Венесуэла
- Mummucipes Roewer, 1934 — 1 вид
  - Mummucipes paraguayensis Roewer, 1934 — Парагвай
- Sedna Muma, 1971 — 1 вид
  - Sedna pirata Muma, 1971 — Чили
- Uspallata Mello-Leitão, 1938 — 1 вид
  - Uspallata pulchra Mello Leitao, 1938 — Южная Америка